# Charles Goren
Charles Henry Goren (ur. 4 marca 1901, zm. 3 kwietnia 1991) był amerykańskim brydżystą, autorem wielu książek o tematyce brydżowej, a także tryktraka i popularyzatorem brydża. 

## Życiorys
Urodził się w Filadelfii w stanie Pensylwania w rodzinie rosyjskich emigrantów. Studiował prawo na McGill University w Montrealu, po ukończeniu studiów krótko pracował jako prawnik w rodzinnej Filadelfii, wkrótce jednak porzucił wyuczony zawód i zajął się wyłącznie brydżem.
W 1936 opublikował swoją pierwszą książkę o tematyce brydżowej "Winning Bridge Made Easy", pisał także artykuły dla Miltona Worka, który opracował jedną z zasad liczenia punktów honorowych.
W późniejszym czasie stworzył popularny system licytacyjny Goren, na bazie silnego bez atu i otwarć ze starszych czwórek, był także autorem jednej z wersji systemu Precision.
Był jednym z najbardziej lubianych, popularnych i cenionych ekspertów amerykańskich, dla wielu amerykańskich graczy jego pokolenia Goren był "Mr. Bridge".

## Wybrana bibliografia
- "Winning Bridge Made Easy"
- "Play as You Learn Bridge"
- "Fundamentals of Contract Bridge"
- "New Bridge Complete"
- "Goren Settles the Bridge Arguments"
- "Introduction to Competitive Bidding"
- "Goren's Bridge Complete"
- "Precision System of Contract Bridge Bidding"
- "Bridge Is My Game"
- "Bridge Complete"
- "Gorens Modern Backgammon Complete"
- "Precision System Contract Bidding"
- "Contract Bridge for Beginners"